# Empis (släkte)
För andra betydelser, se Empis.
Empis är ett släkte av tvåvingar som ingår i familjen dansflugor.

## Bildgalleri

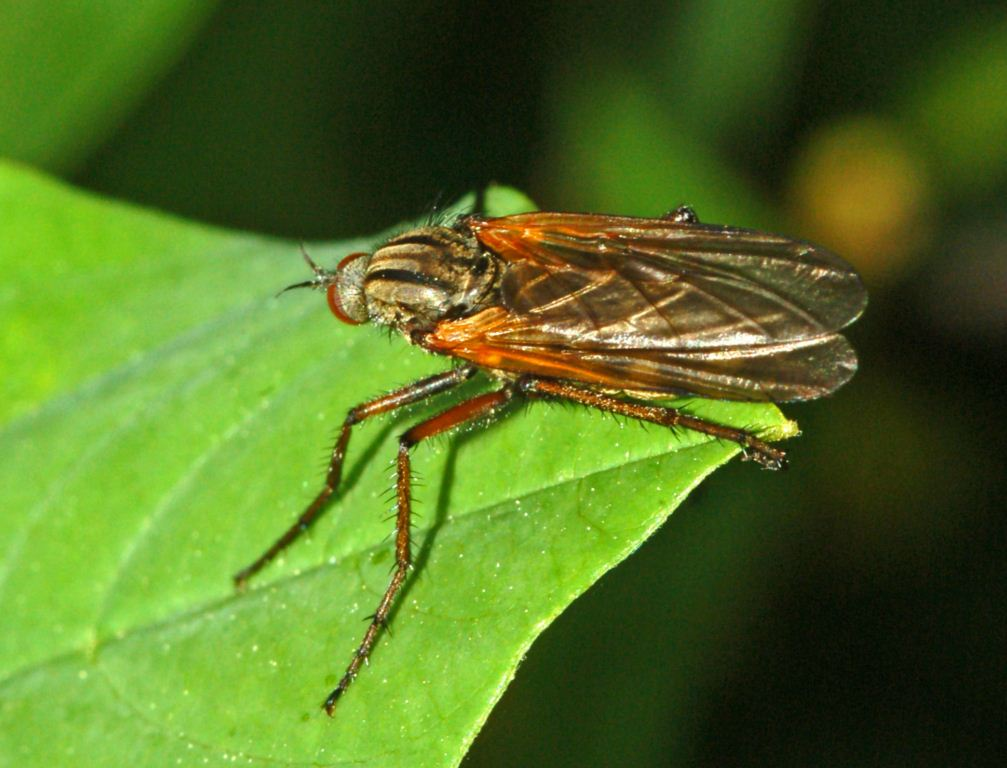
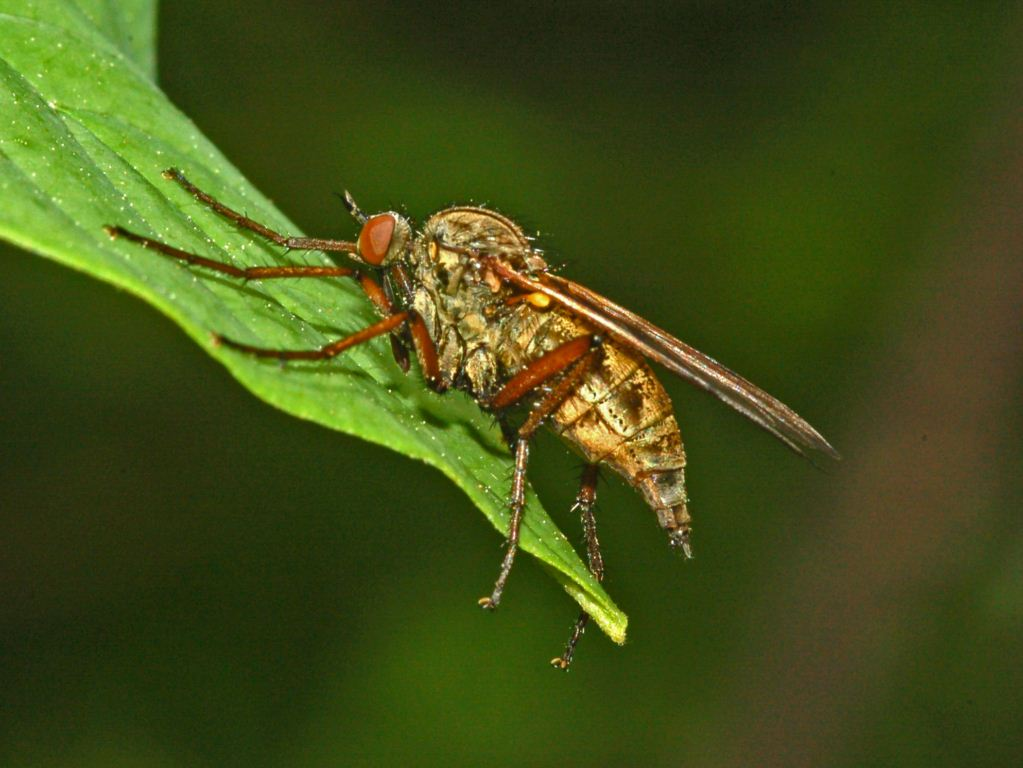
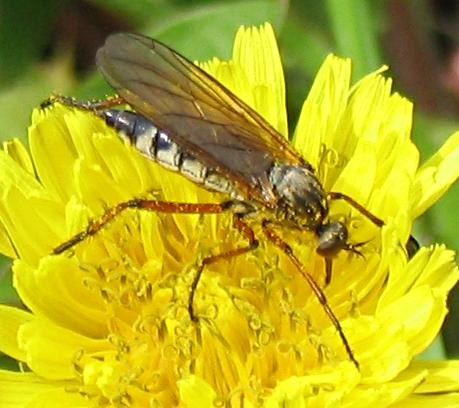
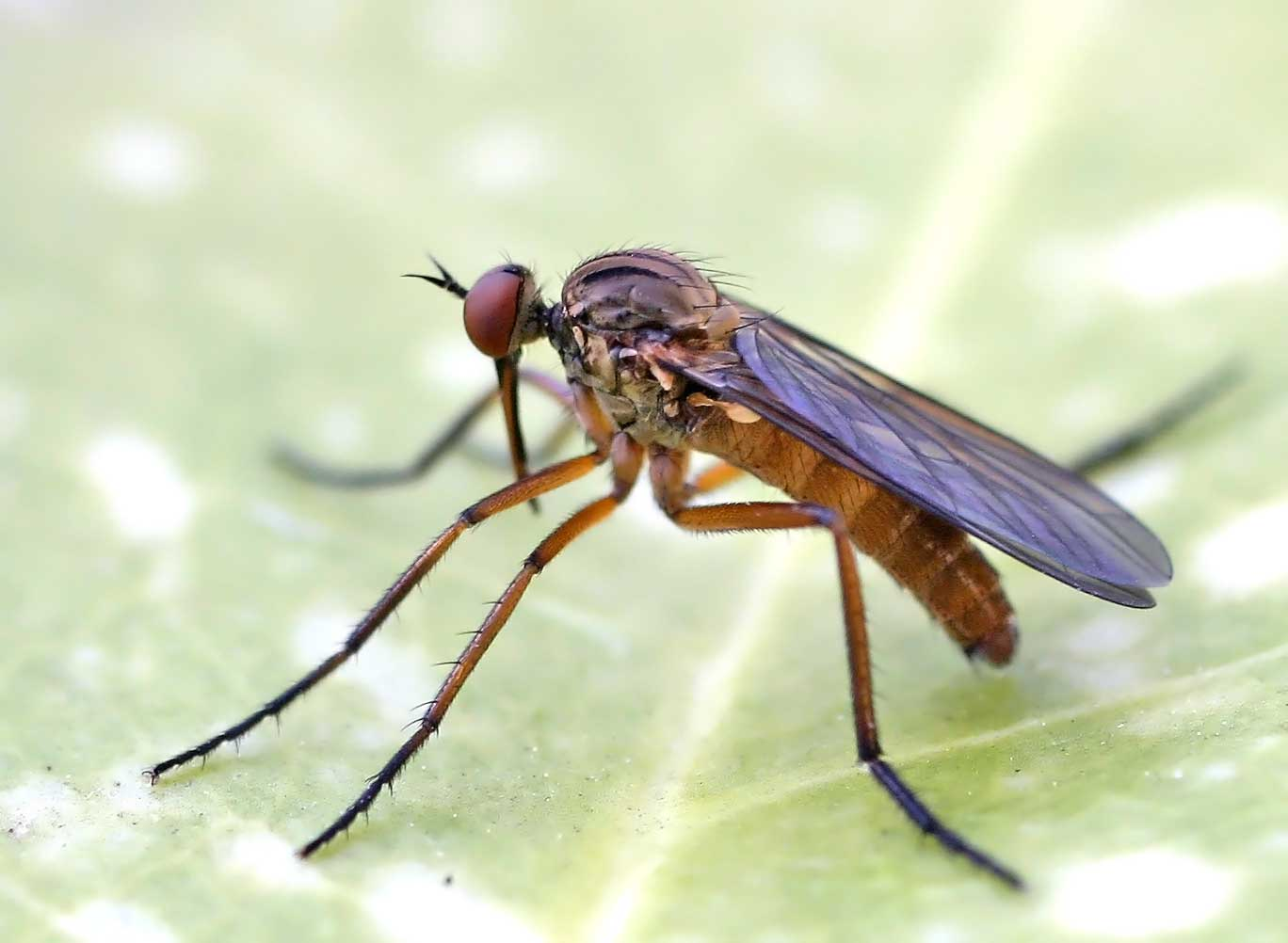

## Arter[1][2]
- Empis abbreviata
- Empis abbrevinervis
- Empis abcirus
- Empis abdominalis
- Empis aberdarensis
- Empis abrupta
- Empis achelota
- Empis acinerea
- Empis acris
- Empis adamsi
- Empis adelpha
- Empis adriani
- Empis adusta
- Empis adzharica
- Empis aemula
- Empis aequalis
- Empis aeripes
- Empis aerobatica
- Empis aestiva
- Empis affinis
- Empis afipsiensis
- Empis agasthus
- Empis alaarchaensis
- Empis alampra
- Empis alanica
- Empis alata
- Empis alatauensis
- Empis albicans
- Empis albicincta
- Empis albidiseta
- Empis albifrons
- Empis albinervis
- Empis albipennis
- Empis albohalteralis
- Empis albopliosa
- Empis aldrichii
- Empis algecirasensis
- Empis algira
- Empis alpicola
- Empis alpina
- Empis ambigua
- Empis amurensis
- Empis amytis
- Empis anfractuosa
- Empis angorae
- Empis angustipennis
- Empis annulipes
- Empis antennata
- Empis anthophila
- Empis anthracina
- Empis apfellbecki
- Empis apicalis
- Empis apophysis
- Empis appendiculata
- Empis aprica
- Empis aquila
- Empis ardesiaca
- Empis argentea
- Empis argyriventris
- Empis armentalis
- Empis armipes
- Empis arthritica
- Empis asema
- Empis aspina
- Empis assalemensis
- Empis assimilis
- Empis ater
- Empis atra
- Empis atratata
- Empis atrifemur
- Empis aurata
- Empis autumnalis
- Empis azerbaijanica
- Empis azteca
- Empis baldensis
- Empis barbatoides
- Empis barbitos
- Empis barotse
- Empis basalis
- Empis basilaris
- Empis bazini
- Empis bechuana
- Empis beckeriana
- Empis bellatoria
- Empis belousovi
- Empis bicolor
- Empis bicuspidata
- Empis bigoti
- Empis bistortae
- Empis bivittata
- Empis bohemica
- Empis borealis
- Empis borisovae
- Empis brachysoma
- Empis brandti
- Empis brazzavillensis
- Empis brevipennata
- Empis brevirostris
- Empis brevis
- Empis brincki
- Empis brouni
- Empis browni
- Empis brunnea
- Empis brunnipennis
- Empis bullata
- Empis bullifera
- Empis burmaensis
- Empis caceresensis
- Empis cacuminifer
- Empis caeligena
- Empis calcarata
- Empis calcitrans
- Empis calvinia
- Empis cameronensis
- Empis candida
- Empis candidata
- Empis cantabrica
- Empis captus
- Empis carbonaria
- Empis caucasica
- Empis caudatula
- Empis centralis
- Empis cetywayoi
- Empis ceylonica
- Empis cherskii
- Empis chioptera
- Empis chiragra
- Empis chopardi
- Empis chrysocera
- Empis ciliata
- Empis ciliatopennata
- Empis cilicauda
- Empis cincinnatula
- Empis cinctiventris
- Empis cineraria
- Empis cinerarius
- Empis cinerea
- Empis cingulata
- Empis claricolor
- Empis clauda
- Empis clausa
- Empis clausipyga
- Empis cochleata
- Empis cognata
- Empis colonica
- Empis comantis
- Empis cometes
- Empis compsogyne
- Empis compta
- Empis concolor
- Empis confidens
- Empis confirmata
- Empis confluens
- Empis confusa
- Empis consobrina
- Empis constricta
- Empis contigua
- Empis copiosa
- Empis coptophleboides
- Empis coracina
- Empis corcyrica
- Empis corvina
- Empis cothurnata
- Empis coxalis
- Empis crassa
- Empis crassifila
- Empis crassipes
- Empis ctenocnema
- Empis cucullata
- Empis cuneipennis
- Empis curta
- Empis curticornis
- Empis curvipes
- Empis curvitibia
- Empis cushcaensis
- Empis cuthbertsoni
- Empis cyaneiventris
- Empis cylindeacea
- Empis cyrenaica
- Empis dactylica
- Empis dahuriensis
- Empis dalmatica
- Empis damara
- Empis damascena
- Empis dasycera
- Empis dasychira
- Empis dasynota
- Empis dasypoda
- Empis dasyprocta
- Empis dasytarsus
- Empis daugeroni
- Empis decora
- Empis decorella
- Empis dedecor
- Empis degener
- Empis delumbis
- Empis demissa
- Empis depilis
- Empis derbecki
- Empis desiderata
- Empis diagramma
- Empis difficilis
- Empis dimidiata
- Empis dingaani
- Empis discoidalis
- Empis discolor
- Empis discrepans
- Empis disjuncta
- Empis dispar
- Empis dispina
- Empis distans
- Empis distincta
- Empis divisa
- Empis dixi
- Empis dolabraria
- Empis dolorosa
- Empis donga
- Empis dubia
- Empis dumetorum
- Empis duplex
- Empis dushanbensis
- Empis dusmetii
- Empis earina
- Empis echigoensis
- Empis edithae
- Empis edwardsi
- Empis elegans
- Empis engeli
- Empis enodis
- Empis erosa
- Empis eudamides
- Empis eumera
- Empis eupeza
- Empis eversmanni
- Empis exilis
- Empis exotica
- Empis falcata
- Empis fallax
- Empis fasciculata
- Empis femorata
- Empis ferruginea
- Empis filata
- Empis fimbria
- Empis fiorii
- Empis fiumana
- Empis flabilis
- Empis flava
- Empis flavicans
- Empis flavinervis
- Empis flavipes
- Empis flavitarsis
- Empis flavobasalis
- Empis florisomna
- Empis fovea
- Empis frauscheri
- Empis freidbergi
- Empis freyi
- Empis frontalis
- Empis fulvicollis
- Empis fulvipes
- Empis fumida
- Empis funebris
- Empis funesta
- Empis fuscipes
- Empis gaigeri
- Empis geneatis
- Empis gentilis
- Empis genualis
- Empis ghigiana
- Empis gibbipes
- Empis gibbosa
- Empis glabratella
- Empis gladiator
- Empis glandis
- Empis golubi
- Empis gooti
- Empis gorodkovi
- Empis gracilipes
- Empis gracilis
- Empis gracilitarsis
- Empis gravipes
- Empis gravis
- Empis grisea
- Empis griseonigra
- Empis gulosa
- Empis gymnopoda
- Empis haemi
- Empis haemorrhoica
- Empis hainanensis
- Empis hayachinensis
- Empis heliciphora
- Empis helophila
- Empis hirsuta
- Empis hirsutipennis
- Empis hirta
- Empis hirticrus
- Empis hirtipes
- Empis hissarica
- Empis hoffmannseggii
- Empis holocleroides
- Empis holosericea
- Empis honsyuensis
- Empis hubeiensis
- Empis humeralis
- Empis hyalea
- Empis hyalinata
- Empis hyalipennis
- Empis hyalogyne
- Empis hypandrialis
- Empis hystrichopyga
- Empis hystrix
- Empis ifranensis
- Empis impar
- Empis impennis
- Empis imputata
- Empis incensa
- Empis inclinata
- Empis incompleta
- Empis inconspicua
- Empis incurva
- Empis indigirca
- Empis indissimilis
- Empis indumeni
- Empis induta
- Empis inferiseta
- Empis infumata
- Empis ingrata
- Empis inopinata
- Empis inornata
- Empis insularis
- Empis insulata
- Empis intercepta
- Empis itoiana
- Empis jacksoni
- Empis jacobsoni
- Empis jacutiensis
- Empis japonica
- Empis johnsoni
- Empis juxtaripa
- Empis kafiri
- Empis kasparyani
- Empis kawatiensis
- Empis kazakhstanica
- Empis keberlei
- Empis kerteszi
- Empis kirgizica
- Empis kondaraensis
- Empis korana
- Empis kosametensis
- Empis kovalevi
- Empis kozlovi
- Empis kuaensis
- Empis kubaniensis
- Empis kugleri
- Empis kuntzei
- Empis kvakensis
- Empis kyushuensis
- Empis labiata
- Empis lachaisei
- Empis lacotheca
- Empis laeta
- Empis laetabilis
- Empis laevigata
- Empis lagoensis
- Empis lamellalta
- Empis lamellata
- Empis lamellimmanis
- Empis lamellornata
- Empis laminata
- Empis lamruensis
- Empis landbecki
- Empis languescens
- Empis laniventris
- Empis lata
- Empis lateralis
- Empis latiptera
- Empis latrappensis
- Empis latro
- Empis lepidopus
- Empis leptargyra
- Empis leptogastra
- Empis leptomorion
- Empis leucopeza
- Empis leucoptera
- Empis leucostigma
- Empis leucotricha
- Empis levicula
- Empis levis
- Empis liberialis
- Empis licenti
- Empis limata
- Empis linderi
- Empis lindneri
- Empis lineata
- Empis liodes
- Empis liosoma
- Empis liuxihensis
- Empis livida
- Empis lobalis
- Empis loewiana
- Empis loici
- Empis longeoblita
- Empis longicornis
- Empis longimana
- Empis longipennis
- Empis longirostris
- Empis longiseta
- Empis loripedis
- Empis lucida
- Empis lucidilabris
- Empis lucidiventris
- Empis lugens
- Empis lugubris
- Empis lurida
- Empis lutea
- Empis luteipilosa
- Empis luteithorax
- Empis lyneborgi
- Empis lyra
- Empis lyuchebiensis
- Empis macedoniensis
- Empis machipandensis
- Empis macquarti
- Empis macra
- Empis macropalpa
- Empis macropus
- Empis macrorrhyncha
- Empis maculata
- Empis maerens
- Empis makalaka
- Empis makololo
- Empis malaisei
- Empis malleola
- Empis manca
- Empis mandarina
- Empis maraua
- Empis marginata
- Empis mariae
- Empis mashona
- Empis matabele
- Empis matilei
- Empis maviti
- Empis mediasiatica
- Empis mediocris
- Empis mediterranea
- Empis melanderi
- Empis melanopa
- Empis melanotricha
- Empis mellipes
- Empis menglunensis
- Empis mengyangensis
- Empis meridionalis
- Empis mesogramma
- Empis metapleuralis
- Empis micans
- Empis micropyga
- Empis microtheca
- Empis mikii
- Empis minor
- Empis mira
- Empis miranda
- Empis mirandica
- Empis mirifica
- Empis miripes
- Empis missai
- Empis mixopolia
- Empis modesta
- Empis modica
- Empis moiwasana
- Empis mollis
- Empis mollita
- Empis moncayoensis
- Empis montana
- Empis montezuma
- Empis monticola
- Empis montiradicis
- Empis montivaga
- Empis morenae
- Empis morio
- Empis morosa
- Empis multinodosa
- Empis multipennata
- Empis multispina
- Empis nahaeoensis
- Empis namaqua
- Empis namwamba
- Empis nanlinga
- Empis nartshuki
- Empis natalensis
- Empis neesoonensis
- Empis negrobovi
- Empis nevadensis
- Empis nganga
- Empis nigerrima
- Empis nigra
- Empis nigricans
- Empis nigricolor
- Empis nigricoma
- Empis nigricrus
- Empis nigrimana
- Empis nigripes
- Empis nigrisquama
- Empis nigritarsis
- Empis nigritibialis
- Empis nigropilosa
- Empis nimbaensis
- Empis nitida
- Empis nitidissima
- Empis nitidiventris
- Empis nitidula
- Empis nodipoplitea
- Empis nondouensis
- Empis nuda
- Empis nuntia
- Empis obesa
- Empis obscura
- Empis obscuripes
- Empis occlusa
- Empis ochropus
- Empis odessa
- Empis oertus
- Empis ollius
- Empis omissa
- Empis opaca
- Empis optabilis
- Empis optiva
- Empis oribi
- Empis ostentator
- Empis otakouensis
- Empis otchontengriensis
- Empis otiosa
- Empis oxilara
- Empis pachymerina
- Empis pachymorion
- Empis pachypodiata
- Empis pachystoma
- Empis padangensis
- Empis pakensis
- Empis palaestinensis
- Empis palestinaca
- Empis pallida
- Empis pallipes
- Empis palustris
- Empis pan
- Empis pandellei
- Empis pandicauda
- Empis papuana
- Empis paralis
- Empis parvula
- Empis paschalis
- Empis patagiata
- Empis pavesii
- Empis pavli
- Empis pedispinosa
- Empis pegasus
- Empis pellucida
- Empis pennata
- Empis pennipes
- Empis penniventris
- Empis peregrina
- Empis perpendicularis
- Empis perpusilla
- Empis persimilis
- Empis petulans
- Empis pexata
- Empis phaenomeris
- Empis picena
- Empis picipes
- Empis pilicornis
- Empis pilimana
- Empis pilosa
- Empis pilositarsis
- Empis planetica
- Empis plebeja
- Empis plectrum
- Empis pleurica
- Empis plorans
- Empis plumata
- Empis podagra
- Empis podagrica
- Empis poeciloptera
- Empis poecilosoma
- Empis polita
- Empis ponti
- Empis poplitea
- Empis portia
- Empis praecox
- Empis praevia
- Empis probata
- Empis proboprocera
- Empis procera
- Empis prodromus
- Empis producta
- Empis projecta
- Empis prompta
- Empis protarsalis
- Empis proxima
- Empis pruinosa
- Empis przhevalskii
- Empis pseudodecora
- Empis pseudofasciculata
- Empis pseudomalleola
- Empis pseudonahaeoensis
- Empis pseudonuntia
- Empis pseudoprodromus
- Empis pseudorufiventris
- Empis pseudosemicinerea
- Empis pseudosetitarsus
- Empis pseudospinotibialis
- Empis pteropoda
- Empis ptilocnemis
- Empis ptilopoda
- Empis pudica
- Empis pulchra
- Empis pulchripes
- Empis pullata
- Empis punctata
- Empis purgata
- Empis pusio
- Empis quadrilineata
- Empis quadrimanus
- Empis quadrivittata
- Empis rapida
- Empis raptoria
- Empis ratburiensis
- Empis rava
- Empis reciproca
- Empis recordabilis
- Empis retroversa
- Empis richteri
- Empis ringdahli
- Empis rohaceki
- Empis rohdendorfi
- Empis rostrata
- Empis ruficornis
- Empis rufipes
- Empis rufiventris
- Empis rustica
- Empis salicina
- Empis saltans
- Empis samaruensis
- Empis sauteriana
- Empis scatophagina
- Empis scaura
- Empis sciloptera
- Empis scoparia
- Empis scopulifera
- Empis scotica
- Empis scutellata
- Empis sedelnikovi
- Empis semicinerea
- Empis seminitida
- Empis sericans
- Empis sericata
- Empis sericea
- Empis serotina
- Empis serrata
- Empis sesquata
- Empis setigera
- Empis setitarsus
- Empis setosa
- Empis sevanensis
- Empis shatalkini
- Empis shumana
- Empis shushaensis
- Empis sibillina
- Empis sicula
- Empis similis
- Empis simulium
- Empis sinensis
- Empis singulare
- Empis sinuosa
- Empis sjoestedti
- Empis skufini
- Empis snoddyi
- Empis socrus
- Empis sordida
- Empis soror
- Empis sororia
- Empis spectabilis
- Empis specularis
- Empis spinifemorata
- Empis spinifera
- Empis spinosa
- Empis spinotibialis
- Empis spiralis
- Empis spirifera
- Empis spitzeri
- Empis splendidella
- Empis spungaberaensis
- Empis squamipes
- Empis staegeri
- Empis stenoptera
- Empis stercorea
- Empis stigma
- Empis stigmatica
- Empis strigata
- Empis styriaca
- Empis subabreviata
- Empis subciliata
- Empis subcilipes
- Empis subclavata
- Empis suberis
- Empis subinfumata
- Empis submetallica
- Empis subnitida
- Empis subpatagiata
- Empis subpennata
- Empis subscutellata
- Empis sugonyaevi
- Empis surata
- Empis syriaca
- Empis syrovatkai
- Empis syusiroiana
- Empis tajikistanica
- Empis talyshensis
- Empis tanysphyra
- Empis tashkentensis
- Empis tasmaniensis
- Empis tenebrosa
- Empis tenera
- Empis tenuinervis
- Empis tenuipes
- Empis teres
- Empis tersa
- Empis tessellata
- Empis testacea
- Empis testiculata
- Empis thalhammeri
- Empis thapensis
- Empis theodori
- Empis thermophila
- Empis thiasotes
- Empis thomsoni
- Empis tibetensis
- Empis tibiaculata
- Empis tibialis
- Empis tortuosa
- Empis totipennis
- Empis transbaicalica
- Empis trianguligera
- Empis tribulis
- Empis trichoscelis
- Empis tridentata
- Empis trigramma
- Empis trilineata
- Empis triseta
- Empis tristis
- Empis trivittata
- Empis trochanterata
- Empis trunca
- Empis tuberculata
- Empis tumida
- Empis turanica
- Empis turneri
- Empis ulrichi
- Empis umbrina
- Empis umslangaani
- Empis umzilai
- Empis unicolor
- Empis unistriata
- Empis univittata
- Empis uruguayensis
- Empis urumae
- Empis ussuriensis
- Empis uzbekistanica
- Empis vaginifer
- Empis valdiviana
- Empis valentis
- Empis valga
- Empis validis
- Empis variabilis
- Empis variegata
- Empis varipes
- Empis varzobiensis
- Empis waterhousei
- Empis velutina
- Empis velutinella
- Empis verae
- Empis verralli
- Empis verruca
- Empis vetula
- Empis vicaria
- Empis vicina
- Empis villosipes
- Empis vina
- Empis virgata
- Empis vitisalutatoris
- Empis vitripennis
- Empis woitapensis
- Empis volucris
- Empis woodi
- Empis vumba
- Empis xanthomelas
- Empis xanthopyga
- Empis xanthotibia
- Empis xochitl
- Empis xui
- Empis yaroshenkoi
- Empis zachardai
- Empis zaslavskii
- Empis zhuravskii
- Empis zimini
- Empis zinovjevae
- Empis zlobini